# Sławsko (gmina)
Sławsko – dawna gmina wiejska w powiecie stryjskim województwa stanisławowskiego II Rzeczypospolitej. Siedzibą gminy było Sławsko.
Gminę utworzono 1 sierpnia 1934 r. w ramach reformy na podstawie ustawy scaleniowej z dotychczasowych gmin wiejskich: Grabowiec Skolski, Hołowiecko, Hrebenów, Libochora, Rożanka Niżna, Rożanka Wyżna, Sławsko i Tuchla.
Pod okupacją zniesiona i przekształcona w gminę Tuchla.